# Conozoa rebellis
Conozoa rebellis är en insektsart som beskrevs av Henri Saussure 1888. Conozoa rebellis ingår i släktet Conozoa och familjen gräshoppor. Inga underarter finns listade i Catalogue of Life.